# Озерецький заказник
Озере́цький зака́зник — ботанічний заказник місцевого значення в Україні. Розташований у межах Володимирецького району Рівненської області, неподалік від села Озерці.
Площа 1840 га. Статус надано згідно з рішенням Рівненського облвиконкому від 22.11.1983 року № 343 (зі змінами згідно з рішенням облвиконкому від 18.06.1991 року № 98). Перебуває у віданні ДП «Володимирецький лісгосп» (Озерецьке лісництво, кв. 1, 2, 5-7, 10-15, 17-20).
Статус надано з метою збереження лісо-луго-болотного природного комплексу. Переважають соснові насадження та мезотрофні болота. Основні площі займають середньовікові (макс. вік — понад 100 років) соснові ліси. У домішку — береза повисла. Трав'яний покрив утворюють: булавоносець сіруватий, мітлиця собача, вероніка лікарська, брусниця, верес звичайний, чорниця, ластовень лікарський, смовдь гірська, стелюшок червоний, орляк звичайний, перестріч лучний, чебрець повзучий, нечуйвітер волохатенький. Трапляються рідкісні види: баранець звичайний, смілка литовська, мучниця звичайна, тисдалія голостебла.
На болотах зростає розріджена сосна звичайна середньою висотою 5 м. Поодиноко трапляється береза пухнаста. В трав'яному покриві ростуть пухівка піхвова, журавлина болотна, осока здута, очерет звичайний. Трапляються рідкісні види — шейхцерія болотна, журавлина дрібноплода (занесені до Червоної книги України), осока багнова, росичка круглолиста (регіонально рідкісні види).

## Галерея

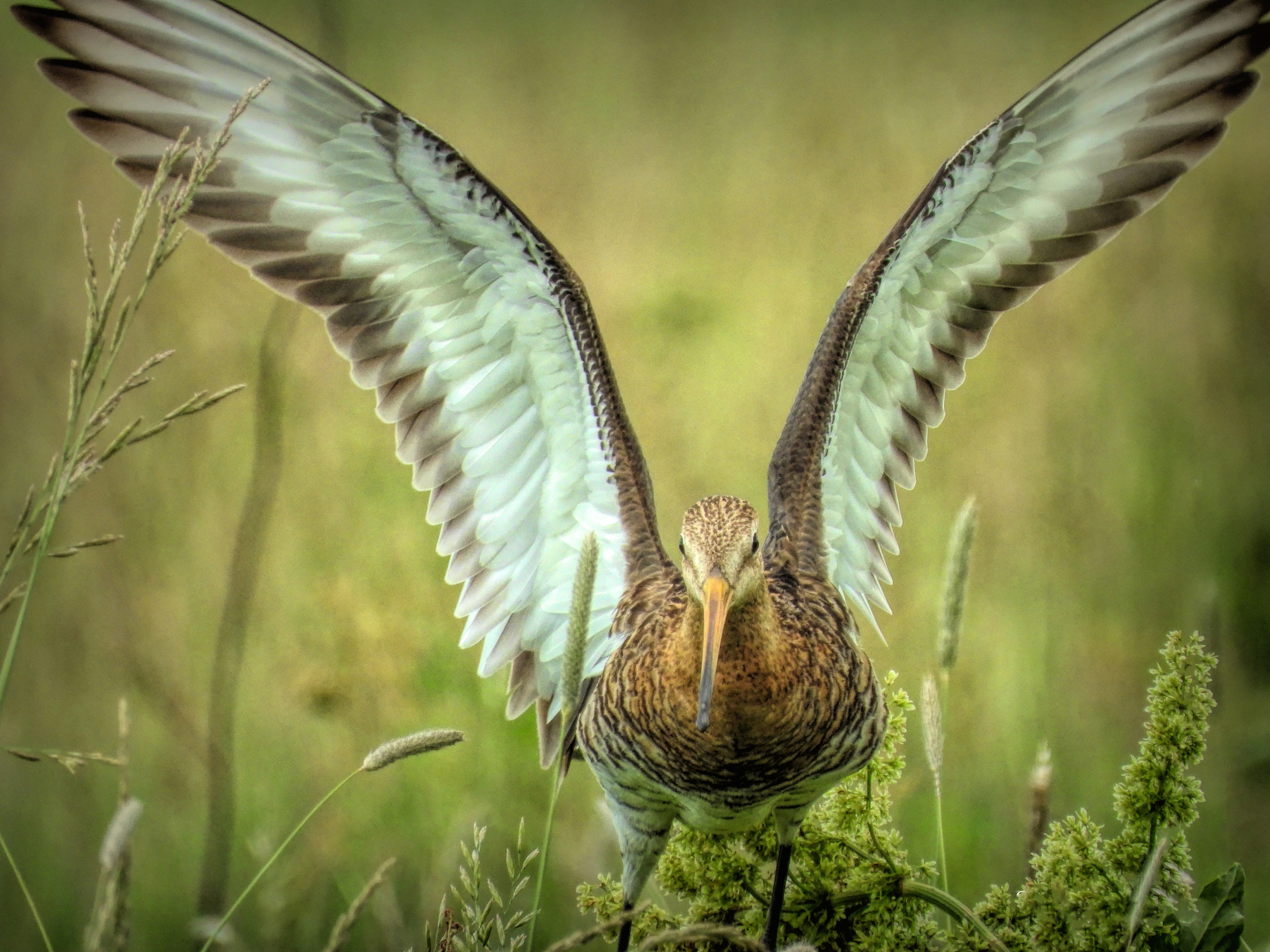
Грицик великий
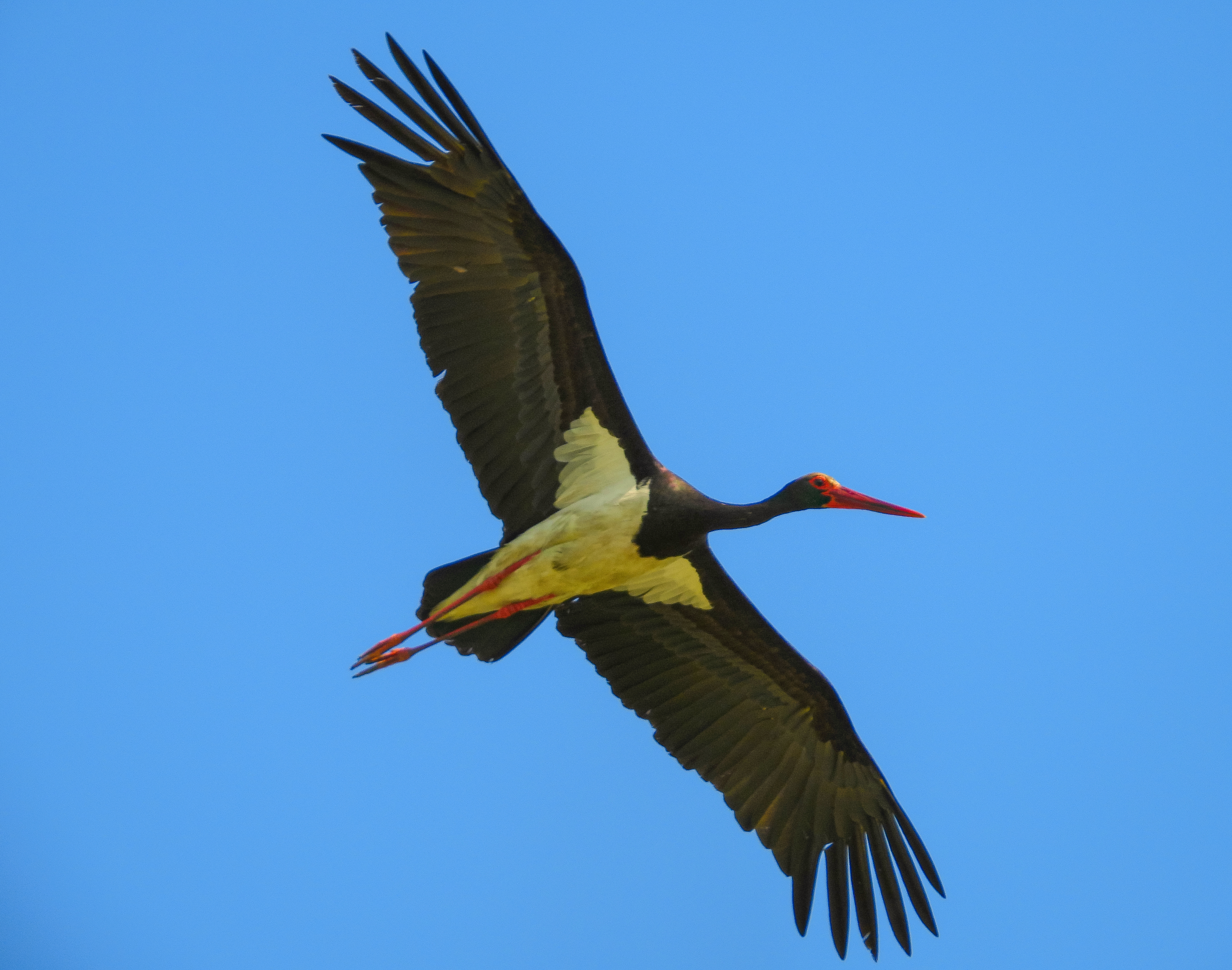
Чорний лелека
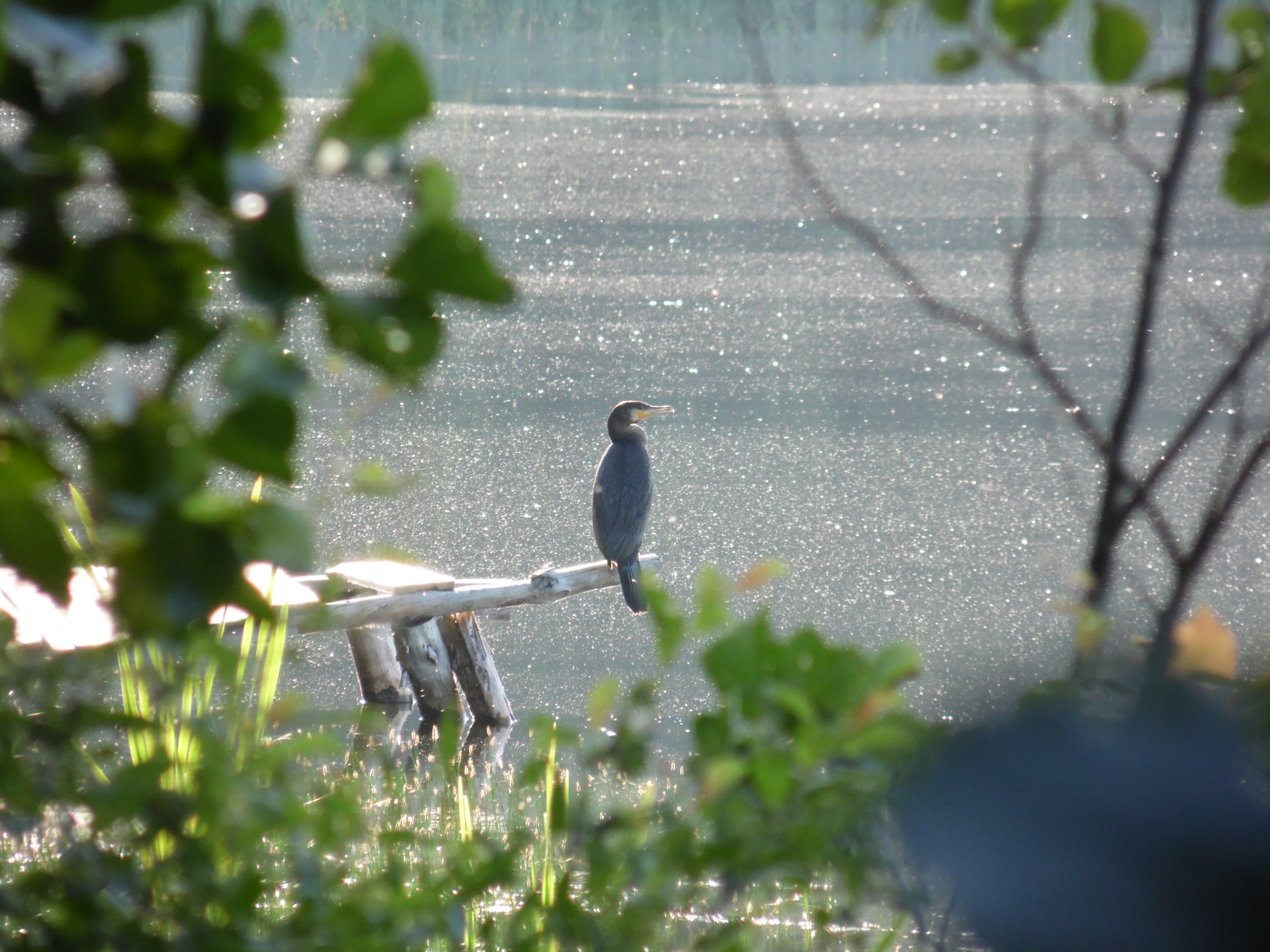
Баклан